# Leve mangfoldigheden
Leve mangfoldigheden er en dokumentarfilm fra 1999 instrueret af Nils Vest efter eget manuskript.

## Handling
En film om 'Det rummelige arbejdsmarked'. Med udgangspunkt i den nu afdøde radio- og tvjournalist Olaf Lauths liv og skæbne ser filmen på fire vidt forskellige arbejdspladser, som har sat handling og indsats bag de fine offentlige målsætninger om det rummelige arbejdsmarked. Olaf Lauth kom til verden i 1923 som 70 procent invalid, dømt til et liv med krykker pga. spastisk lammelse - han døde i 1990 som Ridder af Dannebrog efter et langt livs utrættelig kamp mod fordomme omkring handicappedes arbejds- og åndsevner.
Filmen er produceret på bestilling fra Udviklingscentret for Beskæftigelse på Særlige Vilkår.